# Tigmomorfogeneza
Tigmomorfogeneza – modyfikacje wzrostu i rozwoju roślin przez czynniki mechaniczne takie jak silny wiatr, strumień wody, dotyk i uszkodzenia powodowane przez zwierzęta. W odpowiedzi na czynniki środowiskowe dochodzi do modyfikacji procesu morfogenezy zapewniające organizmowi dostosowanie do warunków.
Największą wrażliwość na czynniki mechaniczne wykazują młode rośliny. Pod wpływem czynnika dochodzi zwykle do zahamowania wydłużania międzywęźli, powstawania pędów bocznych i zróżnicowania się tkanek. W przypadku uszkodzenia indukowane jest wytwarzanie tkanki kalusowej, umożliwiającej zabliźnienie powstałych ran. W procesie tigmomorfogenezy funkcję kontrolną spełniają hormony roślinne - auksyny, cytokininy, gibereliny. Sam mechanizm odbioru bodźca jest nieznany. Badania wskazują, że kluczową rolę w obiorze bodźców mechanicznych jako wtórny przenośnik sygnału odgrywają jony Ca2+. Wykazano też, że w tigmomorfogenezie korzeni Arabidopsis thaliana uczestniczą transkrypty genów MLO4 i MLO11.